# Fashionably Late
Fashionably Late is het tweede studioalbum van de Amerikaanse post-hardcore band Falling in Reverse. Het album werd uitgegeven door Epitaph Records op 18 juni 2013.

## Nummers
1. "Champion" - 4:02
2. "Bad Girls Club" (feat. Crissy Henderson) - 3:41
3. "Rolling Stone" - 3:53
4. "Fashionably Late" - 3:33
5. "Alone" - 4:39
6. "Born to Lead" (feat. Rusty Cooley) - 5:19
7. "It's Over When It's Over" - 3:53
8. "Game Over" - 3:10
9. "Self-Destruct Personality" - 4:16
10. "Fuck the Rest" - 4:24
11. "Keep Holding On" - 4:57
12. "Drifter" - 2:46